# Campionato Primavera 1989-1990
Il Campionato Primavera 1989-1990 è la 28ª edizione del Campionato Primavera. Il detentore del trofeo è l'Inter.
La squadra vincitrice del torneo è stata la Roma guidata dall'allenatore Luciano Spinosi, che si è aggiudicata il titolo di campione nazionale per la quinta volta nella sua storia.

## Rosa campione d'Italia
Tra i giocatori campioni d'Italia 
erano presenti:
- Corrado Giannini
- Luca Alidori
- Ferro Tontini
- Fabio Petruzzi
- Francesco Statuto
- Daniele Berretta
- Andrea Borsa
- Alessio Scarchilli
- Roberto Muzzi
- Giampiero Maini
- Massimiliano Anastasi